# Dendy (videoconsola)
Dendy (del ruso: Де́нди) es una videoconsola de ocho bits perteneciente a la tercera generación. Se trata de un clon taiwanés de la Nintendo Famicom que se comercializó en Rusia y el resto de la Comunidad de Estados Independientes entre 1992 y 1996.

## Historia
Dendy es un clon taiwanés sin licencia de la Nintendo Family Computer, el modelo japonés de Nintendo Entertainment System (NES) que había sido lanzado en 1983. La NES original nunca llegó a la Unión Soviética, pero la disolución de este estado propició que la distribuidora rusa de software Steppler, fundada en 1990 y propiedad de Andrey Cheglakov, llegase a un acuerdo con Micro Genius para producir clones de Famicom a gran escala, sin permiso de Nintendo, así como videojuegos de cartucho ROM basados en títulos originales.
Dendy salió a la venta el 17 de diciembre de 1992 a 39.000 rublos (unos 90 dólares). Con el paso del tiempo, llegaría a convertirse en la consola de sobremesa de referencia de Rusia gracias al lanzamiento de nuevos modelos, tiendas propias, el patrocinio de programas de televisión y subsiguientes rebajas de precio. En total llegaron a venderse 1,5 millones de unidades sólo en la Federación Rusa, y más de dos millones en toda la Comunidad de Estados Independientes.
Al principio el mercado ruso del videojuego estaba copado por distribuidoras rusas que vendían clones chinos, en parte por el desinterés de Nintendo y Sega hasta la cuarta generación de videoconsolas. Aunque Steppler tenía en Dendy su mayor fuente de ingresos, también se dedicó a distribuir famiclones no autorizados de Sega Mega Drive entre otros modelos. Cuando las grandes empresas quisieron vender sus modelos en Rusia, Steppler convirtió Dendy en una filial de videojuegos y llegó a un acuerdo exclusivo con Nintendo para distribuir Super Nintendo y Game Boy, a cambio de dejar de lado los clones de Sega.
Steppler no logró adaptarse al modelo de exportación y dejó de existir en 1996, lo cual significaba el cese de producción de Dendy.

## Modelos
Los siguientes modelos son adaptaciones de la empresa taiwanesa Micro Genius.

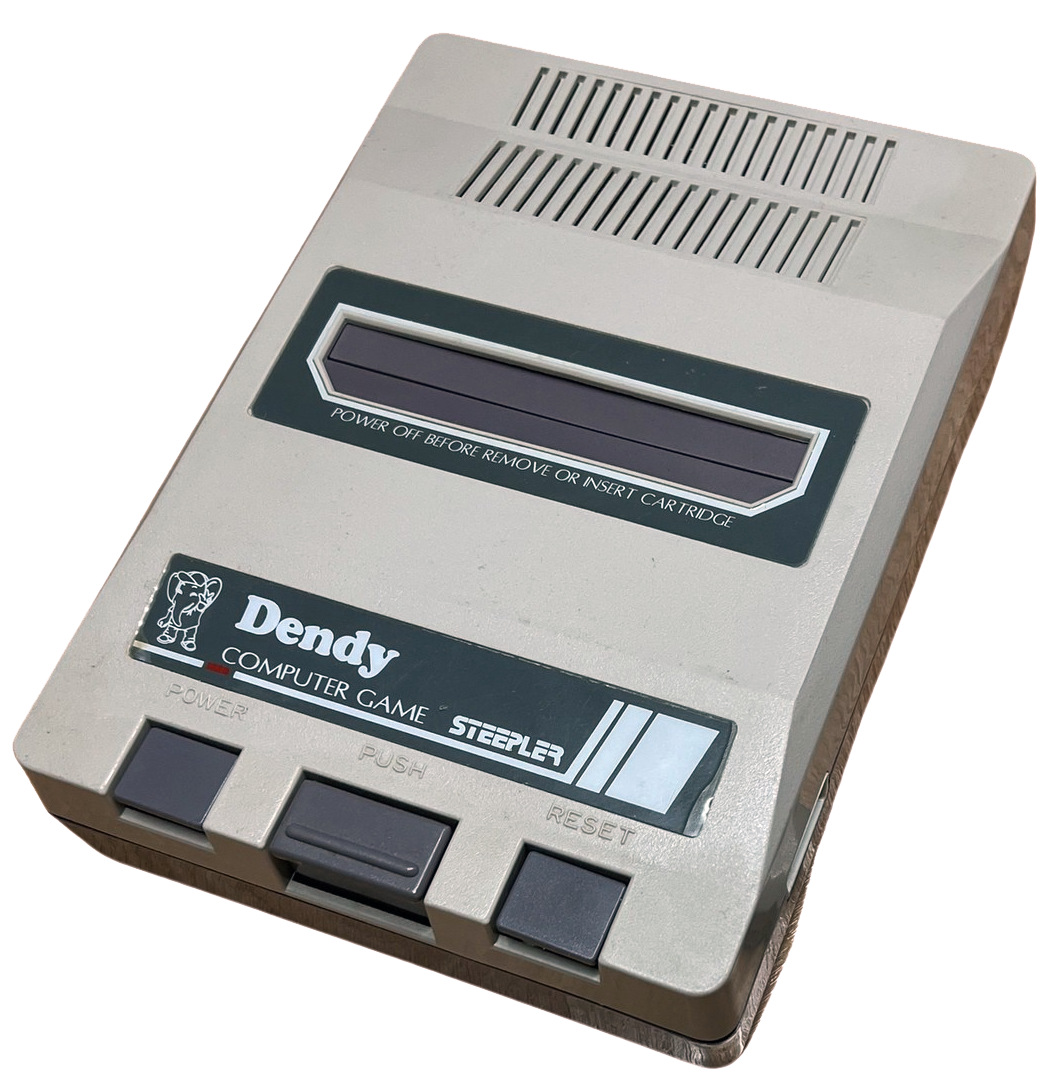
Dendy Classic
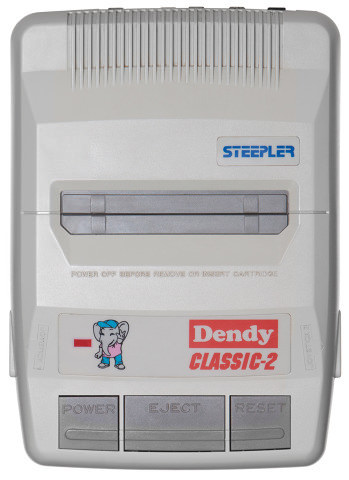
Dendy Classic 2
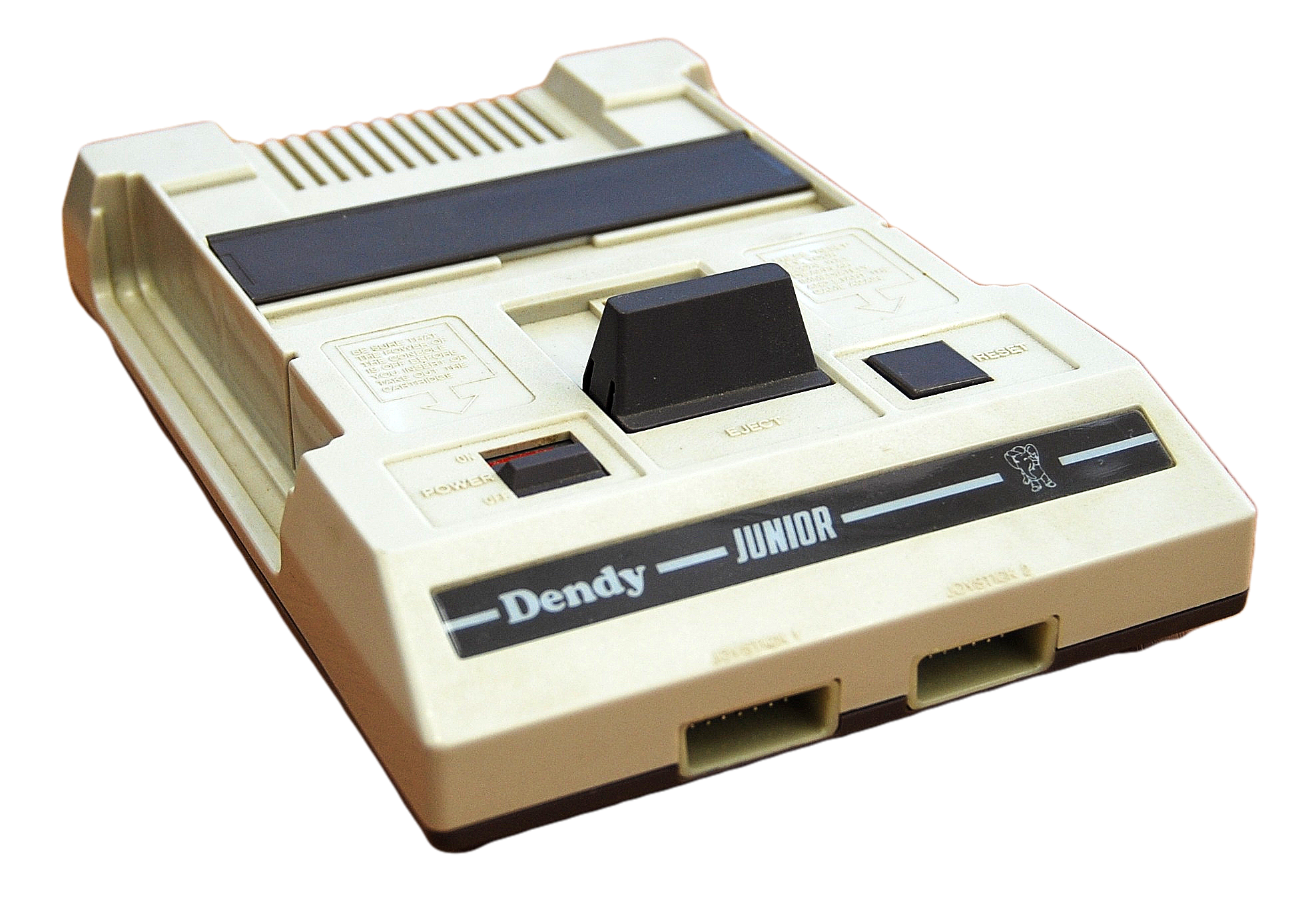
Dendy Junior
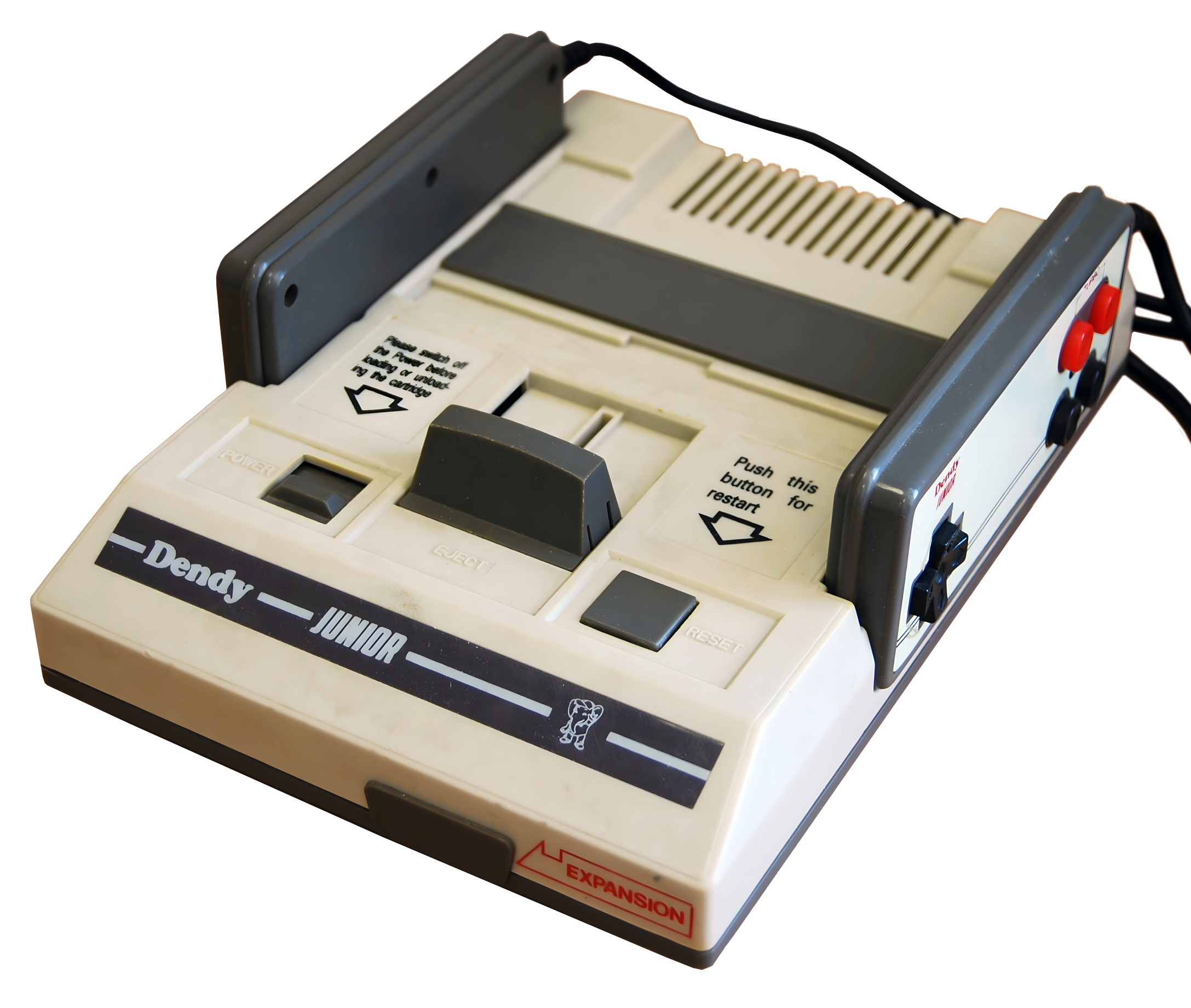
Dendy Junior II
- Dendy Junior IIP
- Dendy Junior IVP  - Dendy Classic
  - Dendy Classic II
  - Dendy Junior
  - Dendy Junior II

## Especificaciones técnicas

### Unidad central de proceso
Dendy utilizaba un microprocesador de 8 bits modelo 6527P, la adaptación del Ricoh 2A03 que NES usaba en las versiones NTSC y cuya frecuencia de reloj es ligeramente inferior al modelo original. 1,77 MHz. La arquitectura del chipset era diferente en función del modelo y de la fecha de lanzamiento, e incluía dos chips fabricados por la taiwanesa UMC: el UA6527P (CPU) y el UA6538 (PPU).

### Cartuchos
Los cartuchos de Dendy son similares a los de la Famicom japonesa, con un tamaño de 3 pulgadas de largo (7,6 cm) y 5,3 pulgadas (13,5 cm) de ancho. La mayoría de los juegos vendidos eran ediciones no autorizadas (bootlegs) de los originales de NES, cuando no cartuchos multijuegos con diferentes niveles de dificultad, e incluso el modelo Dendy Junior ya se vendía con juegos preinstalados. De este modo, los rusos pudieron probar a través de Dendy tanto los títulos de la saga Super Mario Bros. como otros no autorizados, entre ellos Somari (adaptación de Sonic the Hedgehog con Mario en vez de la mascota de Sega) y conversiones de 16 bits.

Ninguno de los cartuchos Dendy tenía la memoria RAM suficiente para guardar partidas.

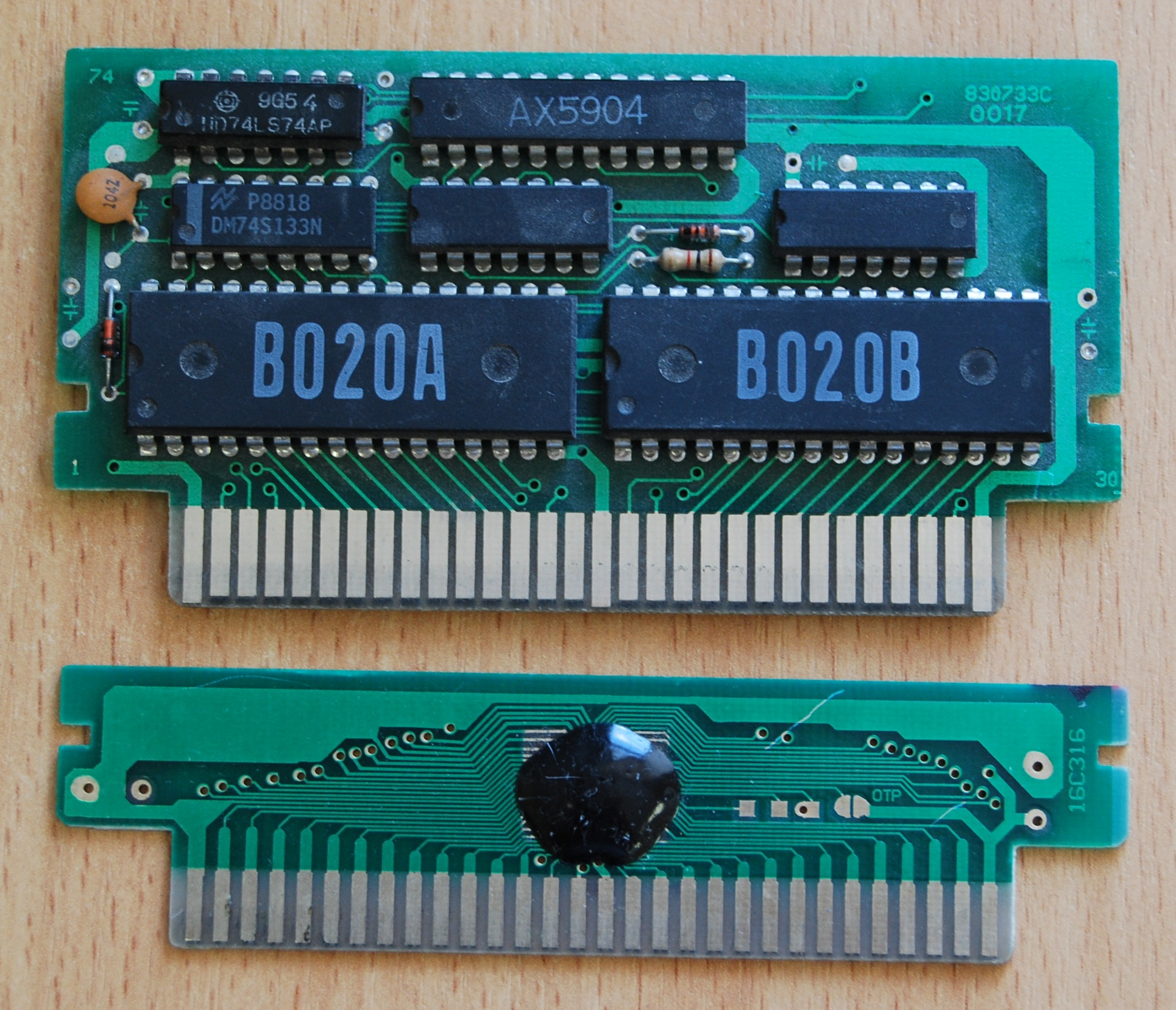
Cartuchos sin carcasas. La superior es una versión anterior con chips de memoria integrados.